# Austropallene tenuicornis
Austropallene tenuicornis är en havsspindelart som beskrevs av Pushkin, A.F. 1993. Austropallene tenuicornis ingår i släktet Austropallene och familjen Callipallenidae. Inga underarter finns listade.